# Cratere Periboea
Periboea è un cratere sulla superficie di Teti.